# Barnaby Lee
Barnaby Lee er en amerikansk stumfilm fra 1917 af Edward H. Griffith.

## Medvirkende
- John Tansey som Barnaby Lee
- Samuel N. Niblack som Harry Lee
- Hugh Thompson som John King
- Charles Edwards som Philip Calvert
- William Wadsworth som Gunner Kieger